# جيمي سيمونز
جيمي سيمونز (بالهولندية: Jimmy Simons)‏ هو لاعب كرة قدم هولندي، ولد في 24 أكتوبر 1970 في باراماريبو في سورينام. لعب مع فاينورد.